# Liceo artistico statale Klee Barabino
Il Liceo artistico statale Klee-Barabino (precedentemente Liceo artistico linguistico Nicolò Barabino e Liceo artistico Paul Klee) è una scuola secondaria superiore italiana, con sede a Genova.

## Storia

### Liceo Nicolò Barabino
La scuola nacque a Genova nel 1927, sotto l'egida del Comune, con il nome di Ufficio Civico di Belle Arti e Storia e sede in piazza Fossatello. Prese l'intitolazione definitiva nel 1932, in occasione del centenario delle nascita del pittore e scenografo Nicolò Barabino. Nello stesso anno la sede della scuola fu trasferita presso Villa Imperiale a San Fruttuoso. Nel 1938 ottenne il riconoscimento legale da parte del ministero della Pubblica Istruzione.
Nel 1955 fu trasferito in via Liri e, successivamente all'aumento degli studenti, fu alloggiato presso il Palazzo dell'Accademia ligustica di belle arti in piazza De Ferrari e in alcuni stabili in corso Europa. Nel 1958 il comune di Genova decise di rendere più stabile la struttura e l'organico della scuola.
Dal 1968 il liceo ottenne una nuova sede in viale Sauli, progettata appositamente dagli architetti Luciano Grossi Bianchi e Cesare Fera, e dotata di standard alti per l'epoca. Il progetto è uno dei principali esempi di edilizia scolastica realizzati a Genova nel dopoguerra ed è caratterizzato da spazi luminosi e dall'alternarsi di aule vetrate sia verso l'esterno, sia verso i larghi corridoi interni.
Durante gli anni che seguirono il 1968 il Barabino fu tra i luoghi "caldi" della contestazione studentesca e fu oggetto di occupazioni e dei relativi sgomberi da parte delle forze dell'ordine.
Nel 1978 fu allestita una mostra per i quarant'anni dell'istituzione, riunendo gli artisti che vi insegnarono. Fra il 1946 e gli anni '80 il liceo passò da circa cento a circa 600 allievi. Nel 1999 il liceo fu riconosciuto come scuola paritaria.

### Liceo Paul Klee
Il liceo artistico statale Paul Klee nacque a Genova nel 1967. Inizialmente si trattava di una sezione distaccata dell'Accademia Albertina di Belle Arti di Torino, ma in breve tempo acquisì una gesitone autonoma.
Nel 1975 fu fra i primi istituti pubblici a istituire classi serali. Il corso serale sperimentale nacque nel 1982, con la determinante introduzione della possibilità per i diplomati di accedere a tutte le facoltà universitarie, parificando interamente i programmi di studio con quelli pomeridiani, e con l'introduzione del sabato libero.
Nel 1981 fu il primo liceo artistico nazionale a istituire i corsi sperimentali, introducendo nei priani di studio nuove materie, tra le quali: il design, la comunicazione visiva, lo studio dei beni culturali, e una seconda lingua straniera. Nell'arco di dieci anni il liceo passò da meno di 200 iscritti a più di mille. Nel 1992 adottò il Progetto Leonardo.

### La fusione dei due istituti
Nel 2005 i due importanti istituti scolastici genovesi si aggregarono in un unico grande liceo con tre sedi: le due originarie del Klee (Quarto dei Mille e Battistine) e quella del Barabino (Sauli), assumendo la denominazione di Liceo artistico statale Klee Barabino, e facendone uno dei tre istituti comprensivi più grandi della provincia, con un corpo studentesco fra i 1500 e i 2000 iscritti.